# Euxoa johnstoni
Euxoa johnstoni är en fjärilsart som beskrevs av Mcdunnough 1946. Euxoa johnstoni ingår i släktet Euxoa och familjen nattflyn. Inga underarter finns listade i Catalogue of Life.